# Ватерполо на Летњим олимпијским играма 1908.
Четврте олимпијске игре одржане у Лондону Енглеска, 1908. године за ватерполо су биле треће појављивање на званичним олимпијским такмичењима. За олимпијски турнир пријавило се укупно 6 репрезентација, од којих су две, Аустрија и Мађарска, одустале још пре почетка такмичења. Турнир су завршиле четири репрезентације и прво место је заузела репрезентација Уједињеног Краљевства, друго место Белгија треће Шведска и на задњем четвртом месту је била ватерполо репрезентација Холандије.

## Турнир
Првобитно је само био направљен распоред само за први круг. Белгија је играла против Холандије, репрезентација Уједињеног Краљевства је требало да игра против Аустрије а Шведска против Мађарске. Пре почетка турнира Аустрија и Мађарска су одустале тако да Шведска и Британија нису играле утакмице првог круга. 
У другом кругу, полуфиналу, су се састале репрезентације Белгије и Шведске, док је репрезентација Британије била опет слободна. Белгија се победом квалификовала у финале.
Финална утакмица је стицајем околности била и прва утамица олимпијског турнира за Британију. Белгија је већ имала две победе до финала. Одморни британци су победили са убедљивом разликом од 9:2, и тиме по други пут донели титулу олимпијског шамиона у Уједињено Краљевство.

## Резултати

### Први круг
| 15. јул 1908. | Белгија              | - | Холандија          |  | 8:1 (3:1)     |
|               | Шведска              | - | Мађарска           |  | Није одиграно |
|               | Уједињено Краљевство | - | Аустријско царство |  | Није одиграно |

### Полуфинале
| 20. јул 1908. | Белгија | - | Шведска |  | 8:4 (4:2) |

### Финале
| 22. јул 1908. | Уједињено Краљевство | - | Белгија |  | 9:2 (5:2) |

### Табела
| Позиција | Држава               | Спортиста |
| -------- | -------------------- | --- |
| 1        | Уједињено Краљевство | Чарлс Сидни Смит, Џорџ Невисон, Џорџ Корнет, Томас Толд, Џорџ Вилкинсон, Пауло Радмиловић, Чарлс Форсајт          |
| 2        | Белгија              | Albert Michant, Herman Meyboorn, Victor Boin, Joseph Pletincx, Fernand Feyaerts, Oscar Grégoire, Herman Donners   |
| 3        | Шведска              | Torsten Kumfeldt, Axel Runström, Harald Julin, Pontus Hanson, Erik Bergvall, Gunnar Wennerström, Robert Andersson |
| 4        | Холандија            | Johan Rühl, Johan Cortlever, Frederik Hulswit, Karel Meijer, Eduard Meijer, Pieter Ooms, Bouke Benenga            |

### Статистика

#### Голгетери
На три утакмице турнира укупно 11 играча је постигло голове, највише из Белгије 5. Голгетер шампината је постао капитен белгијске репрезентације Фернанд Фејертс. Фејертс је голове постигао на сва три одиграна сусрета, од којих је на једној постигао чак шест.
| Позиција | Име              | Држава               | Голова |
| -------- | ---------------- | -------------------- | ------ |
| 1        | Фернанд Фејертс  | Белгија              | 8      |
| 2        | Оскар Грегор     | Белгија              | 4      |
| 2        | Џорџ Вилкинсон   | Уједињено Краљевство | 4      |
| 4        | Чарлс Форсајт    | Уједињено Краљевство | 3      |
| 4        | Понтуш Хансон    | Шведска              | 3      |
| 4        | Жозеф Плетинк    | Белгија              | 3      |
| 7        | Херман Мејборн   | Белгија              | 2      |
| 7        | Пауло Радмиловић | Уједињено Краљевство | 2      |
| 9        | Роберт Андерсон  | Шведска              | 1      |
| 9        | Херман Донерс    | Белгија              | 1      |
| 9        | Карел Мајер      | Холандија            | 1      |

## Извор
- МОКова база података
- (језик: енглески) www.olympic.org - Олимпијске игре 1908.
- (језик: енглески) Ватерполо - Лондон 1908